# Sabina Elisabeth Oelgard von Bassewitz

Sabine (Sabina) Gräfin von Bassewitz von François-Hubert Drouais

Sabina Elisabeth Oelgard Gräfin von Bassewitz (* 15. Dezember 1716 in Dalwitz; † 7. Februar 1790 ebenda) auch Sabine Gräfin von Bassewitz war eine deutsche Schriftstellerin.

## Leben
Sie entstammte der alten mecklenburgischen Familie Bassewitz und war Tochter des Geheimen Rats Joachim Otto von Bassewitz (1686–1733) und der Catharina Ilsabe von Bassewitz (1693–1717). Am 15. Juli 1733 heiratete sie ihren Cousin, den großfürstlichen holsteinischen Kammerherrn Graf Bernhard Matthias von Bassewitz (1706–1783). Die Ehe blieb kinderlos. Nach dem Tod des Ehemanns am 29. Dezember 1783 ging das Gut Dalwitz in ihren Besitz über. Hier verbrachte sie ihren Lebensabend, pflegte Umgang mit der ebenfalls verwitweten Herzogin Louise Friederike von Mecklenburg-Schwerin (1721–1791) und starb 1790 auf dem Gut Dalwitz.

## Wirken
Sie galt Zeitgenossen als „Frau von großen und seltnen Talenten“, beschäftigte sich schon zeitig mit den Werken der Philosophen Christian Wolff und Gottfried Wilhelm Leibniz. Von Bassewitz verfasste 1772 das Vorwort zum Werk Freye Betrachtungen über die Psalmen David’s von Friderike Elisabeth von Grabow. Sie schrieb zudem Gedichte, darunter eine Ode auf ihre überstandene Brustkrebserkrankung, die sie nahezu ausschließlich mithilfe von Queckenwurzeln besiegt haben soll. In einer anderen Ode befasste sich von Bassewitz, die selbst als gute Klavierspielerin galt, mit der Musik. Auch die anonyme Schrift Das wirksamste Hülfsmittel für das entkräftete Mecklenburg aus dem Jahr 1768 wird von Bassewitz zugeschrieben.
Von Bassewitz stand mit zahlreichen Gelehrten ihrer Zeit in brieflichem Kontakt, so mit Johann Joachim Spalding und Voltaire, mit dem sie unter anderem über seine Histoire de Charles XII schrieb. Ihre Briefe wurden für die „Reinheit und Eleganz des Styls, die Schärfe, die Bekanntschaft mit unsrer Litteratur, und das Herz dieser seltnen Frau [von Bassewitz]“ bewundert.

## Werke
- Vorwort zu: Friderike Elisabeth von Grabow: Freye Betrachtungen über die Psalmen David’s. Lübeck: Schmidt 1752

Digitalisat, Universitätsbibliothek Rostock
- (anonym) Das wirksamste Hülfsmittel für das entkräftete Mecklenburg: der gegenwärtigen ansehnlichen Convocations-Versammlung angerathen, von einem wohlgesinnten Patrioten. 1768
- Briefwechsel unter anderem mit Voltaire und Spalding
- Gedichte und Oden